# Belba flagellata
Belba flagellata är en kvalsterart som beskrevs av Tseng 1982. Belba flagellata ingår i släktet Belba och familjen Damaeidae. Inga underarter finns listade.